# Мане, Эжен

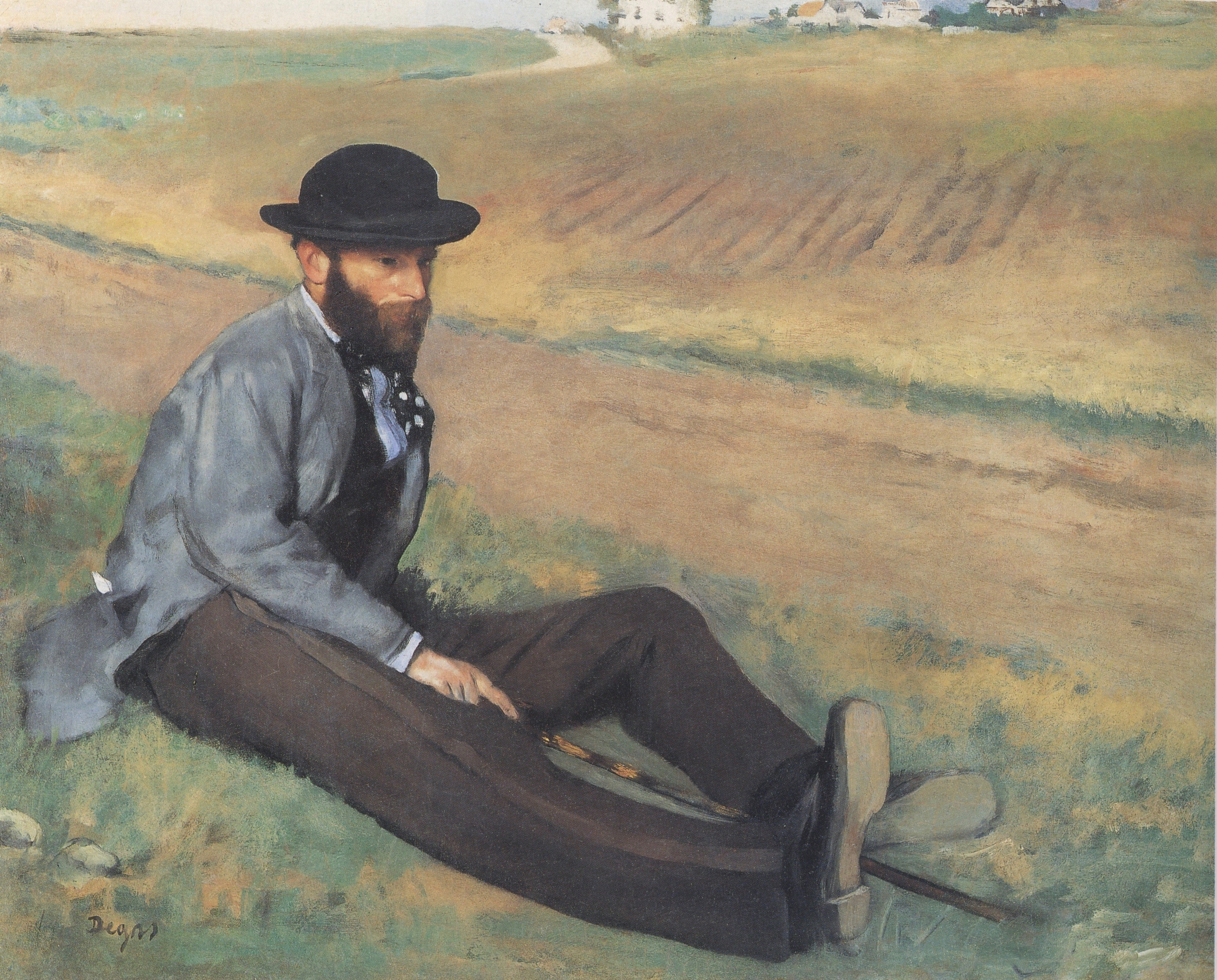
Эдгар Дега. Эжен Мане. 1874

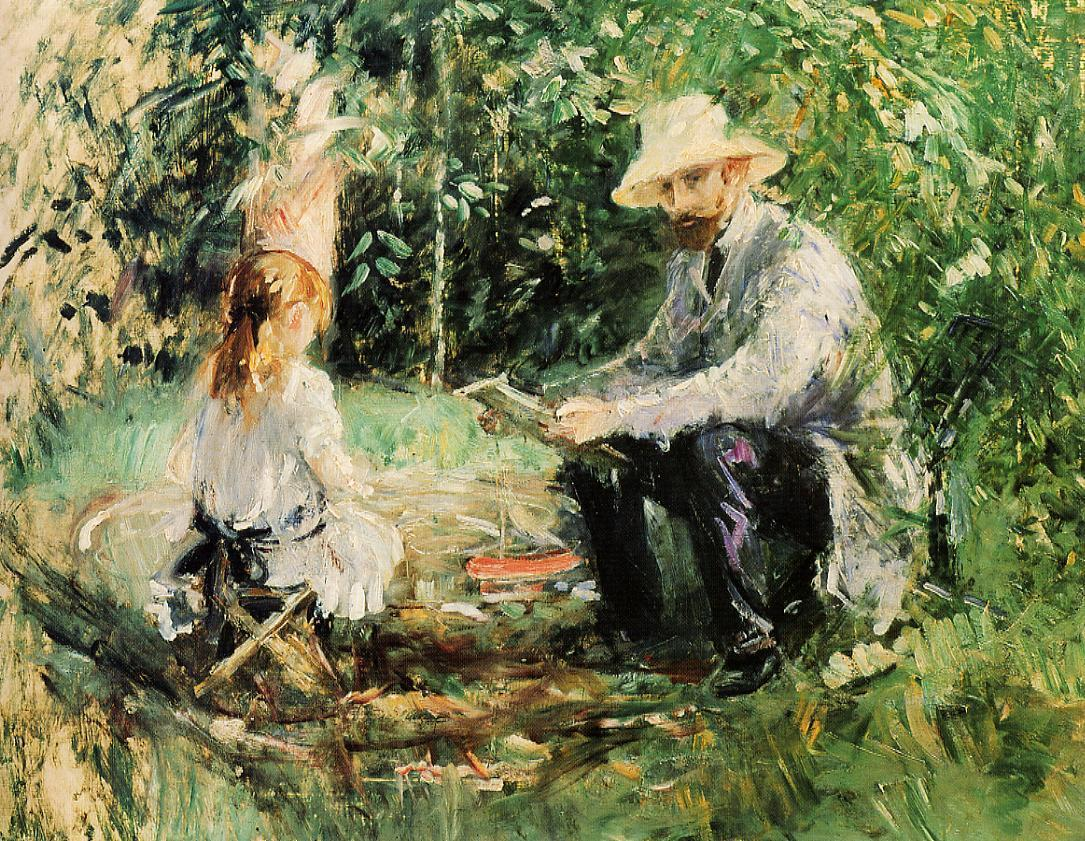
Берта Моризо. Эжен Мане с дочерью в саду. 1883

Эжен Мане (фр. Eugène Manet; 21 ноября 1833, Париж — 13 апреля 1892, там же) — французский художник, младший брат художника Эдуарда Мане и муж художницы Берты Моризо. Он не смог снискать славы и признания, подобных их, посвятив большую часть своих сил поддержке творческой карьере жены.

## Биография
Эжен был средним из трёх сыновей Огюста Мане, чиновника французского Министерства юстиции. Он родился в Париже 21 ноября 1833 года, на 22 месяца позже своего старшего брата Эдуарда и на 16 месяцев раньше своего младшего брата Гюстава, появившегося на свет в марте 1835 года. Он был назван в честь своей матери Эжени-Дезире (урождённой Фурнье). С 1849 года братья Эдуард и Эжен брали уроки игры на фортепиано у Сюзанны Леенхофф, которая в 1863 году вышла замуж за Эдуарда.
Эжен служил во французской армии, а затем изучал право, но не пошёл по стопам отца, не выбрав юридическую карьеру. Взамен он с братом Эдуардом отправился в 1853 году в Италию, где изучал картины старых мастеров во Флоренции, Венеции и Риме.
В 1868 году у Берты Моризо и Эдуарда Мане завязались близкие отношения, но они не могли пожениться. В результате она вышла замуж за его брата Эжена. Свадьба прошла в Пасси 22 декабря 1874 года. Их союз иногда характеризуют как брак по расчёту. Эдгар Дега  преподнёс молодожёнам в качестве свадебного подарка портрет Эжена Мане, сделанный собственной рукой. У Мане и Моризо была дочь Жюли Мане, появившаяся на свет 14 ноября 1878 года.
Эжен Мане был изображён своим старшим братом на картинах «Музыка в Тюильри» (1862) и, скорее всего, послужил прообразом для правой мужской фигуры в «Завтраке на траве» (1863), которая идентифицируется либо как Эжен, либо как его темноволосый младший брат Гюстав, либо может содержать черты обоих братьев. Эжен также может быть представлен в образе тряпичника (фр. chiffonnier), располагающегося справа на картине Эдуарда Мане «Философы» (1865), и, кроме того, изображён вместе с женой Эдуарда Сюзанной на его картине «На пляже» (1873). Берта Моризо неоднократно писала картины с изображением своего супруга.
Как и его брат Эдуард, Эжен симпатизировал республиканцам. В 1889 году он опубликовал полуавтобиографический роман «Жертвы!». С 1891 года Эжен испытывал проблемы со здоровьем, приведшие к его смерти в следующем году в Париже. У него остались жена и дочь. Берта Моризо скончалась в 1895 году, его старший брат Эдуард — ещё в 1883 году, а младший брат Гюстав — в 1884 году.

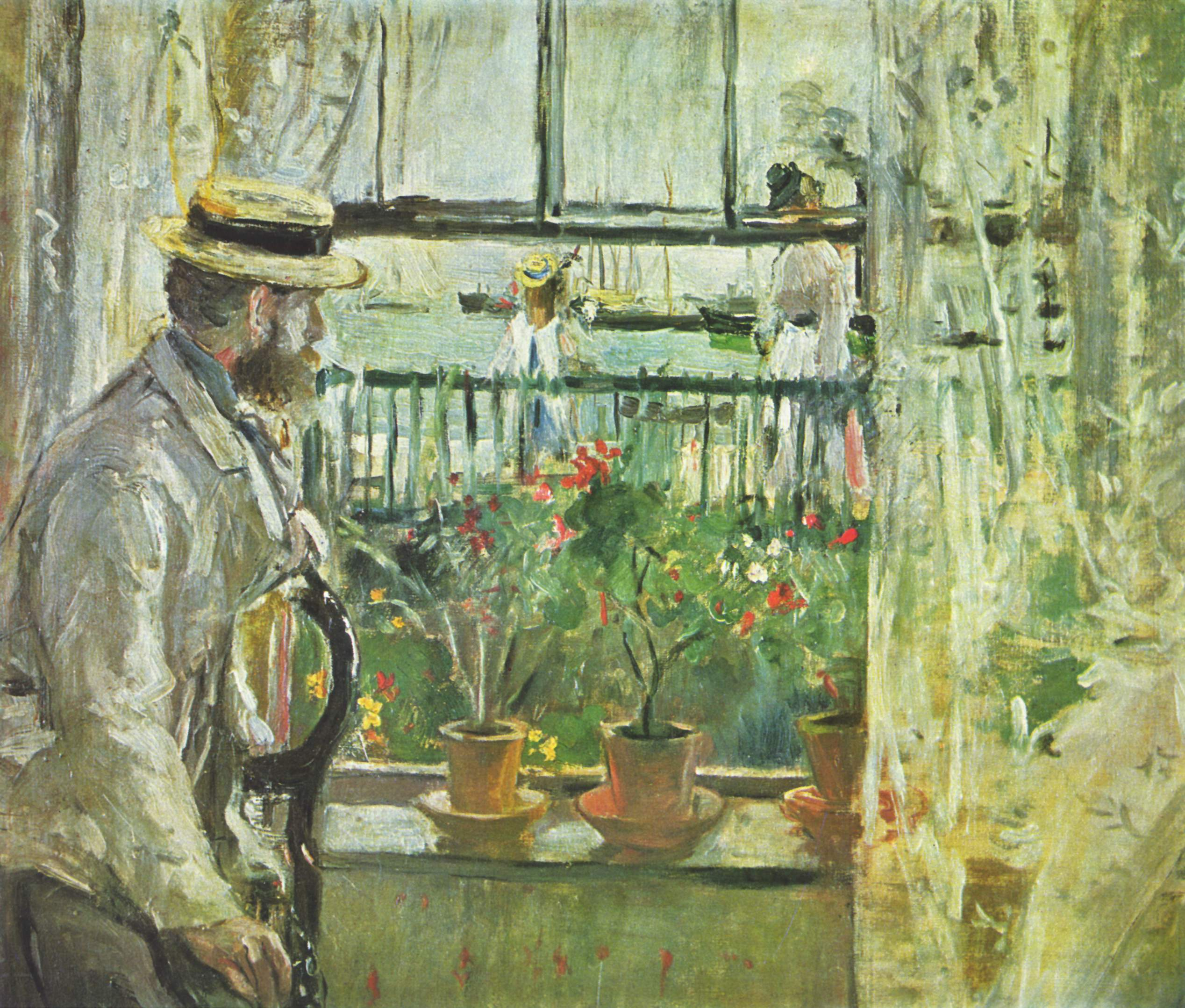
Берта Моризо. Эжен Мане на острове Уайт. 1875. Музей Мармоттана Моне
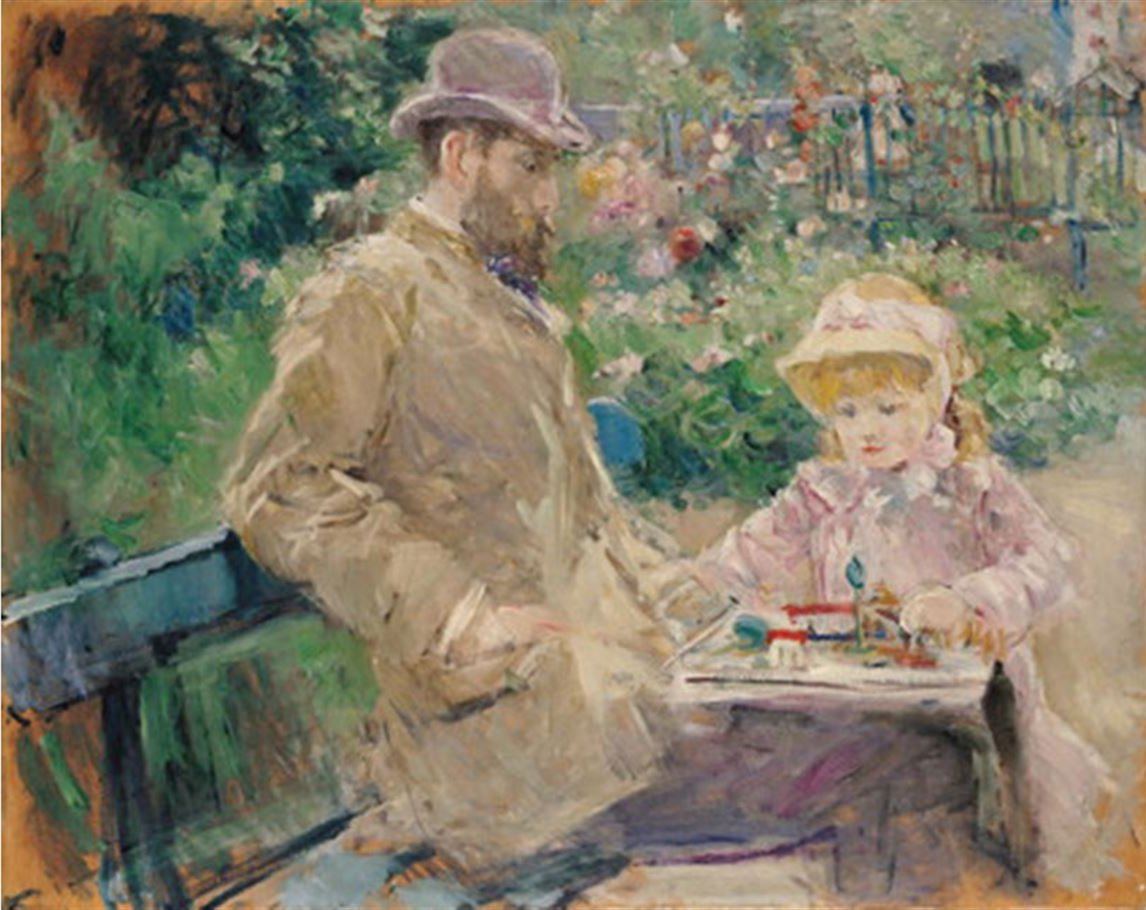
Берта Моризо. Эжен Мане с дочерью в Буживале. 1881
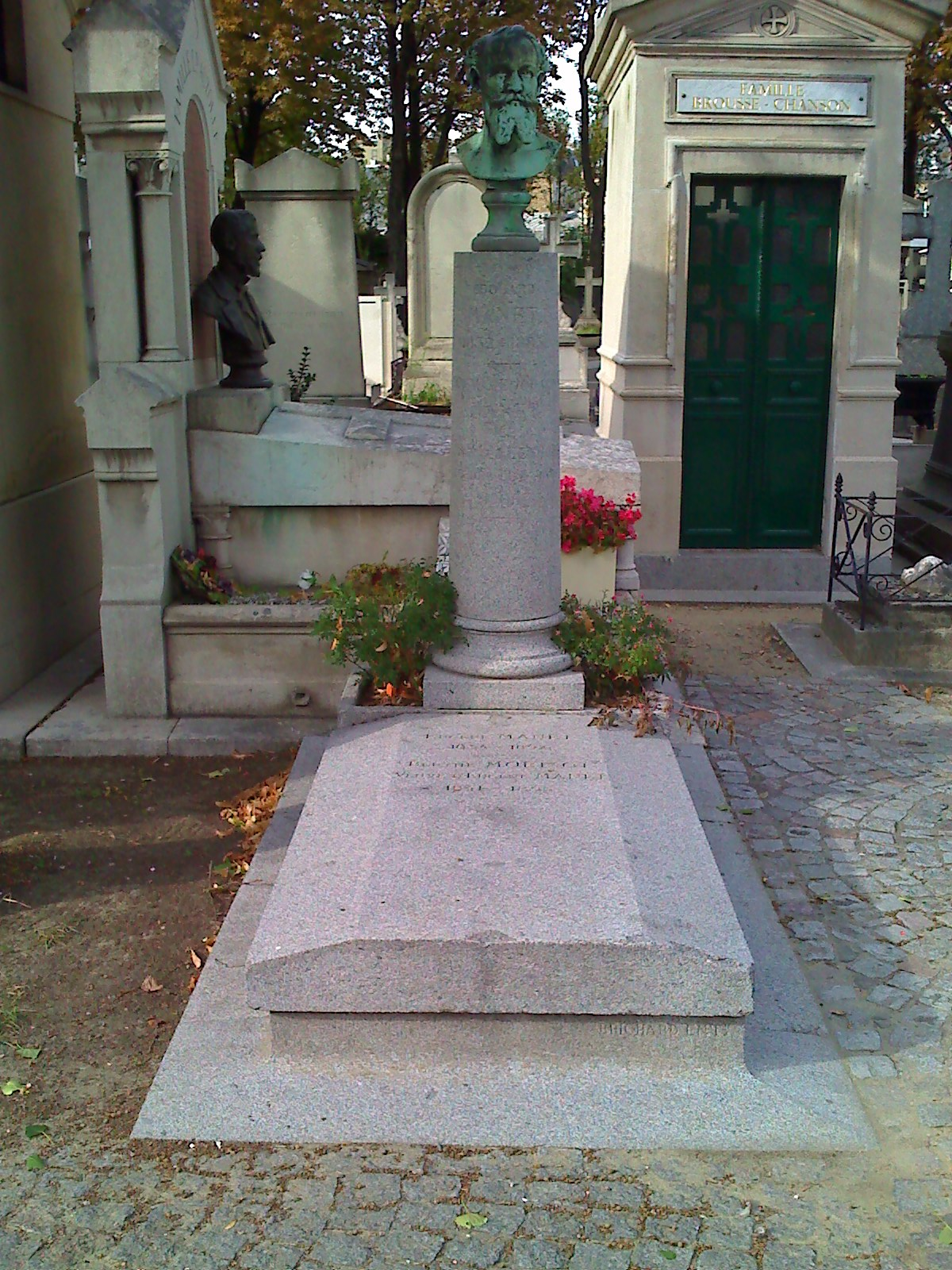
Могила Эжена Мане и Берты Моризо и бюст Эдуара Мане на кладбище Пасси
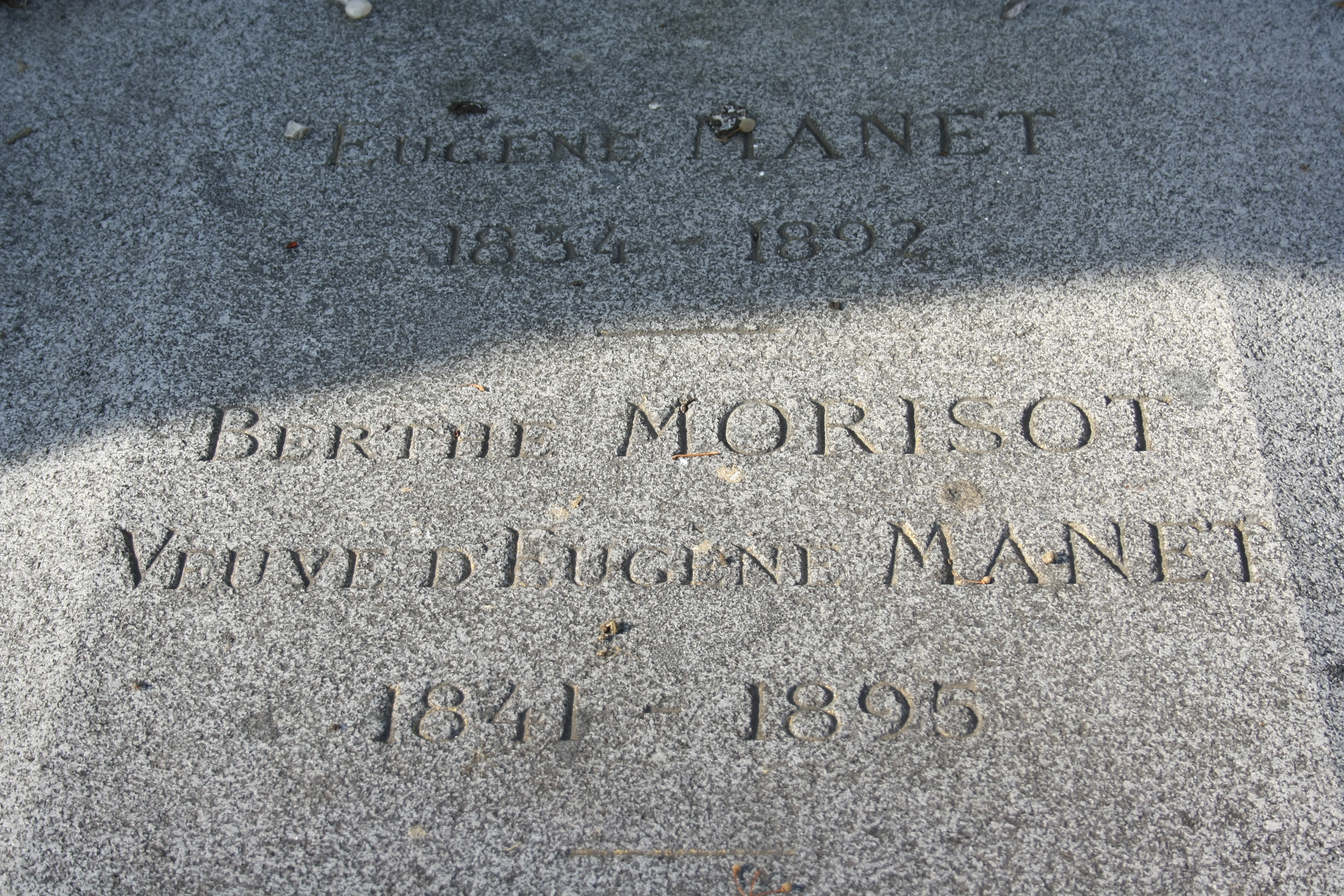
Деталь надгробия